# Regensdorf
Regensdorf är en ort och kommun i distriktet Dielsdorf i kantonen Zürich, Schweiz. Kommunen har 19 676 invånare (2023).
Kommunen består av de sammanvuxna orterna Regensdorf, Adlikon bei Regensdorf och Watt.